# Agrostistachys gaudichaudii
Agrostistachys gaudichaudii är en törelväxtart som beskrevs av Johannes Müller Argoviensis. Agrostistachys gaudichaudii ingår i släktet Agrostistachys och familjen törelväxter. Inga underarter finns listade i Catalogue of Life.